# 大衛·普羅瓦爾
大衛·普羅瓦爾（英語：David Aaron Proval，1942年5月20日—），美國男演員、前拳擊手，演出作品包括：在《窮街陋巷》中飾演托尼·德維埃納佐（Tony DeVienazo）、《瘋狂終結者》中飾演西格弗里德（Siegfried）和《黑道家族》中飾演里奇·阿普雷（Richie Aprile）。

## 外部連結
- David Proval在互联网电影资料库（IMDb）上的資料（英文）
- HBO Profile - David Proval 的存檔，存档日期2007-10-15.